# Maximal harmonisering
Maximal harmonisering, eller fullständig harmonisering, är harmoniseringsåtgärder inom Europeiska unionen som dess medlemsstater inte får överskrida. Syftet kan till exempel vara att förhindra gränshinder eller nationell överreglering till följd av olikheter i medlemsstaternas lagstiftningar. Maximal harmonisering kan innebära att vissa medlemsstater måste sänka sina standarder vad gäller till exempel arbetsrätt och miljöskydd.
Direktiv som medför maximal harmonisering kallas vanligtvis för maximidirektiv. Maximal harmonisering är dock betydligt ovanligare än minimal harmonisering. Det har dock blivit vanligare med maximal harmonisering till följd av försök att undvika gränshinder samt nationell överreglering i samband med införlivande av direktiv.